# Anisodon grande
Anisodon grande es la única especie conocida del género extinto Anisodon, del griego clasico ἄνῑσος (ánīsos), "desigual", y ὀδούς (odoús), "diente", de mamíferos perisodáctilos de la familia de los calicotéridos.
Fue uno de los últimos representantes de los calicoterios, durante el período Mioceno y la mayor parte del Plioceno. Vivieron durante el Mioceno medio, hace unos 15-11 millones de años, y sus restos fósiles se han encontrado en Europa. Su estructura anatómica se asemeja parcialmente al de los gorilas producto de la evolución convergente.

## Galería

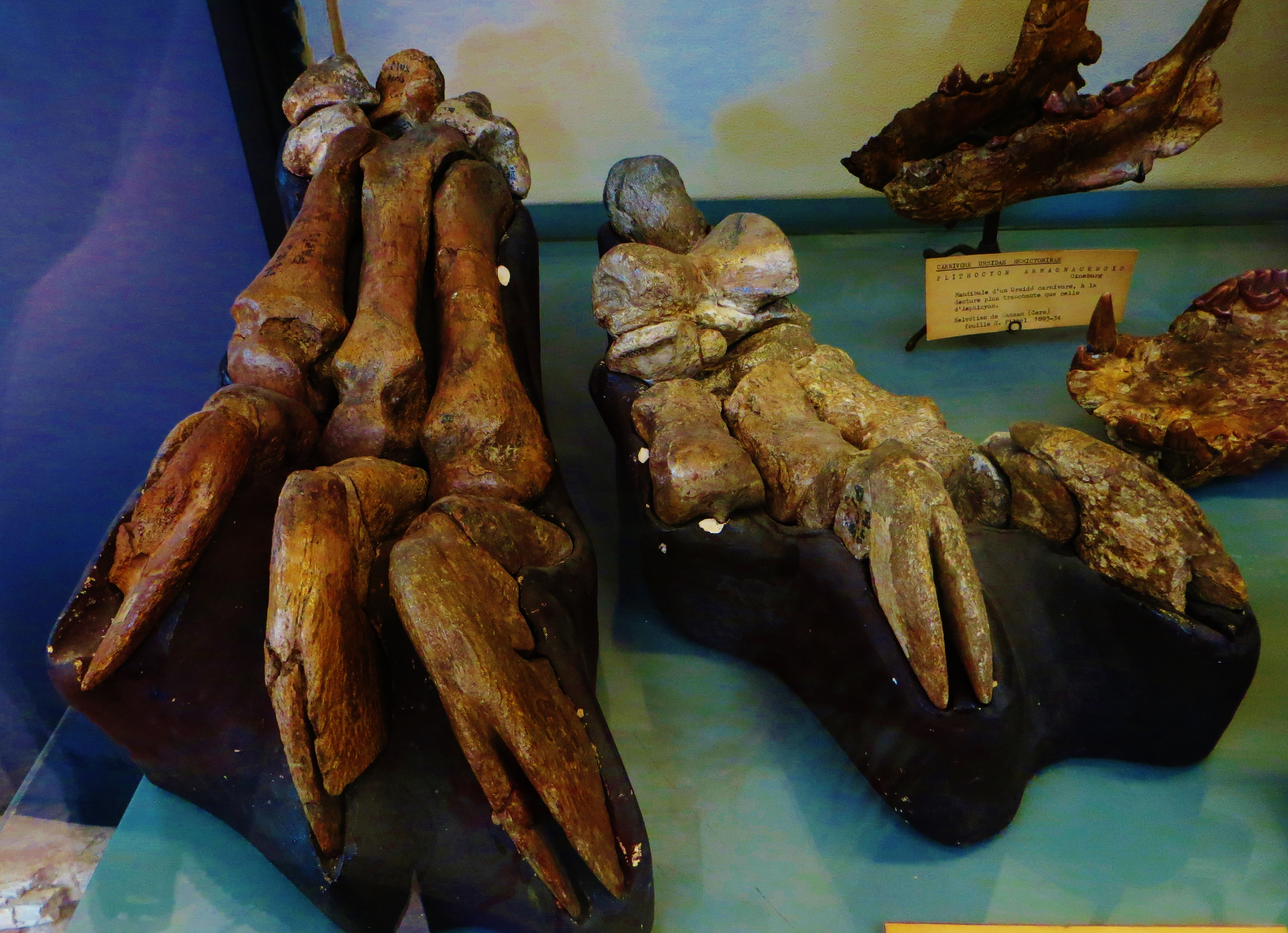
Huesos del pie
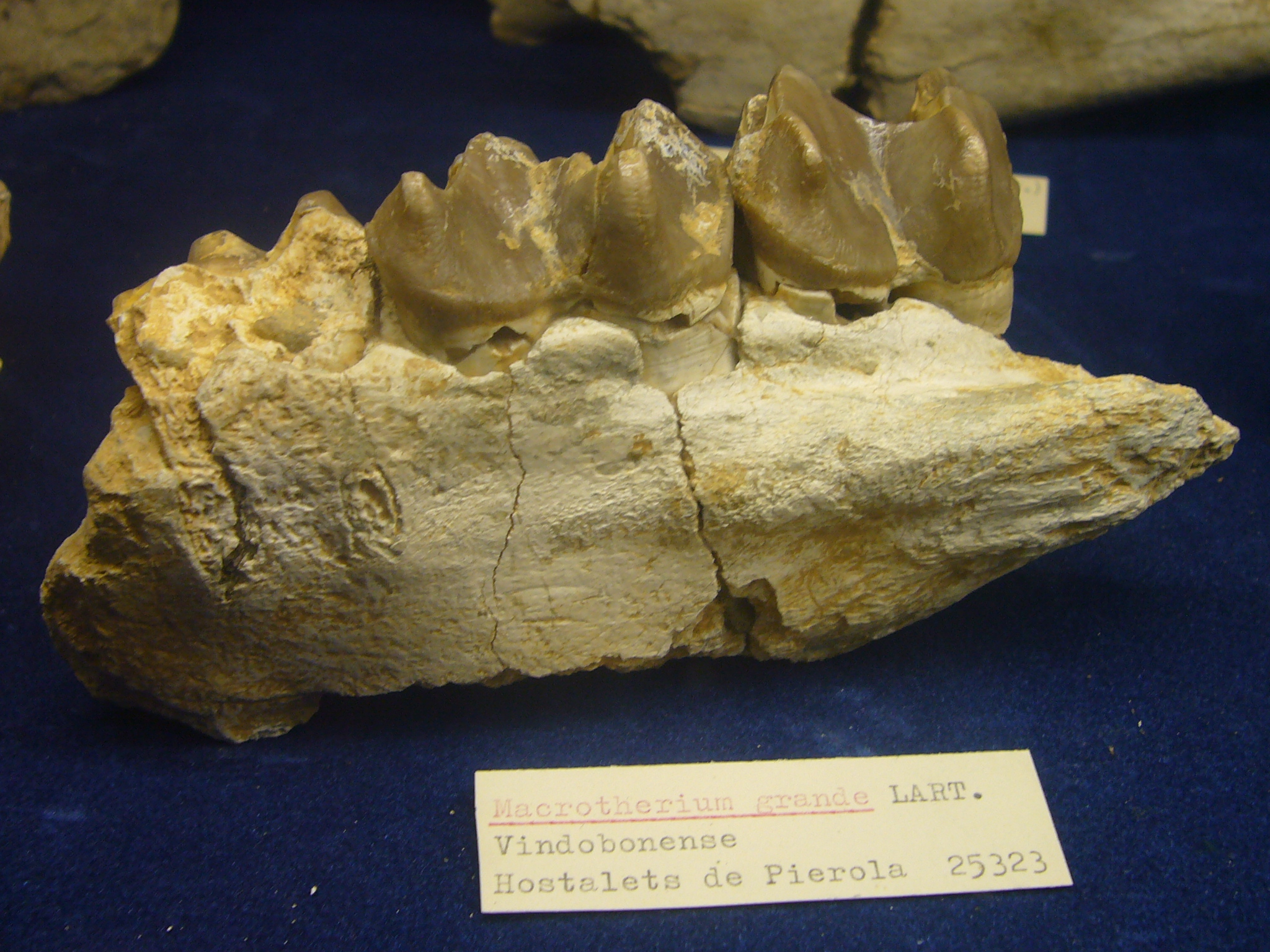
Mandíbula
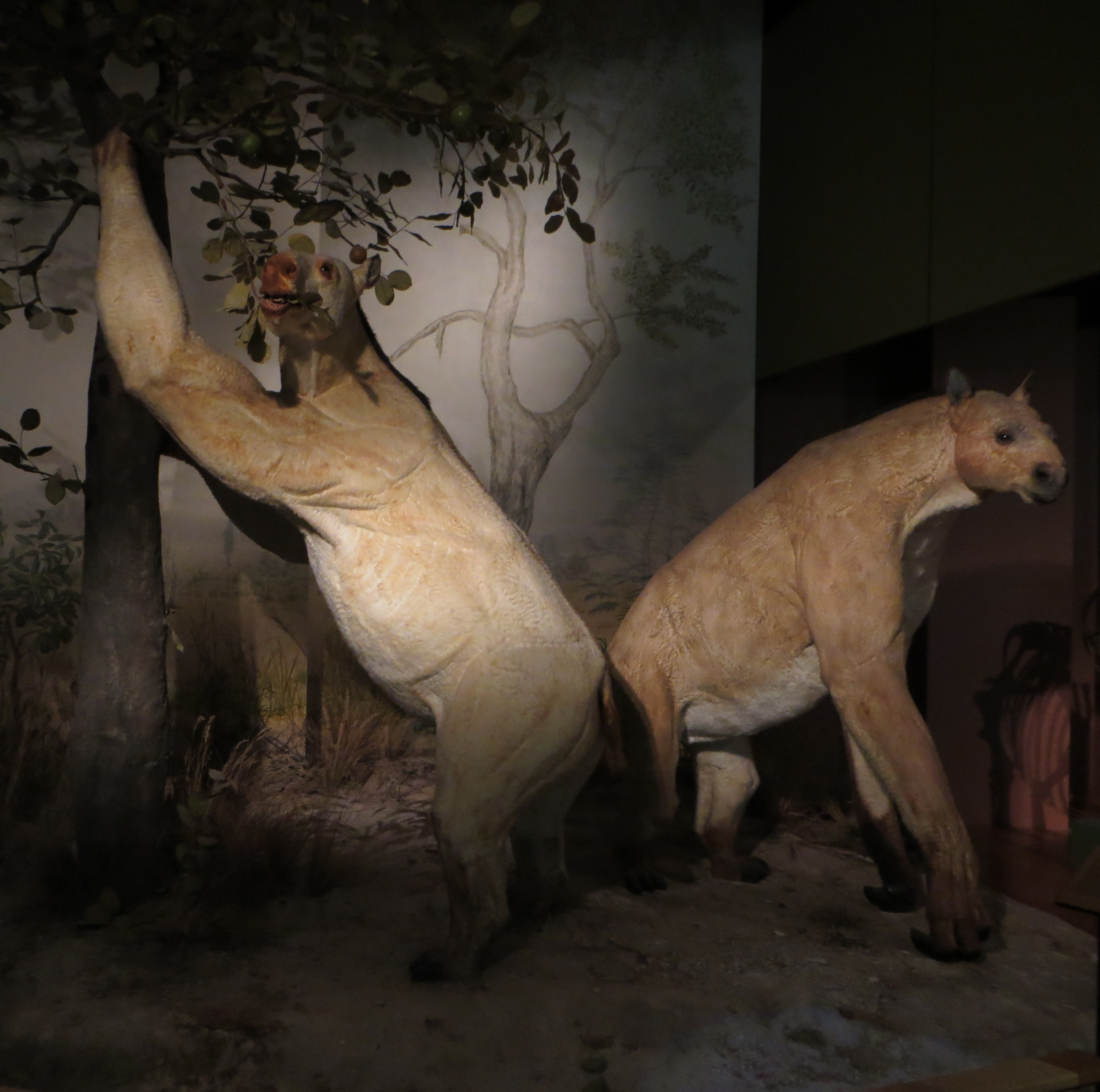
Modelos exhibidos en el Museo de Historia Natural de Basilea